# Aéroport de Marrakech-Ménara
Pour les articles homonymes, voir Menara (homonymie).
L'aéroport international Marrakech-Ménara (en amazighe : ⴰⵣⴰⴳⵯⵣ ⵏ ⵎⵕⵕⴰⴽⵛ ⵎⵉⵏⴰⵕⴰ, en arabe : مطار مراكش المنارة الدولي) (code IATA : RAK • code OACI : GMMX) est un aéroport international, du Nord-ouest de Marrakech au Maroc, deuxième plus important aéroport marocain après l'aéroport Mohammed-V de Casablanca, avec environ 5 millions de passagers annuels.

## Situation

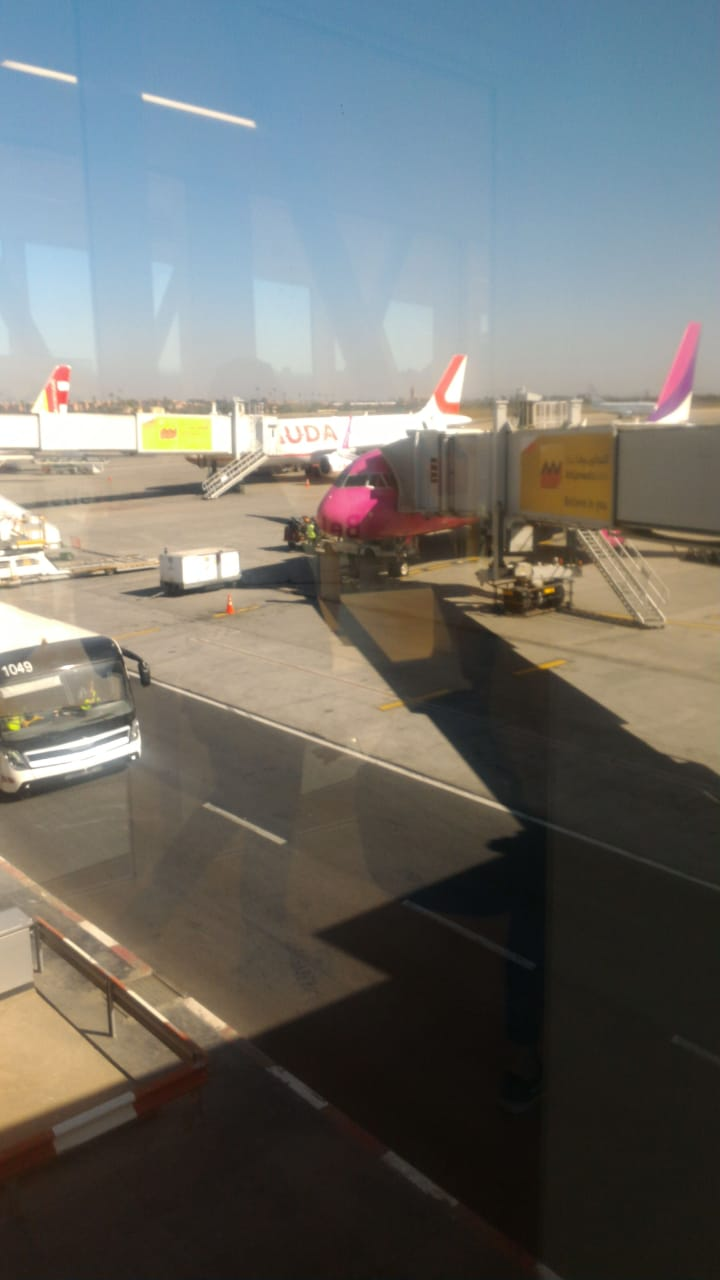
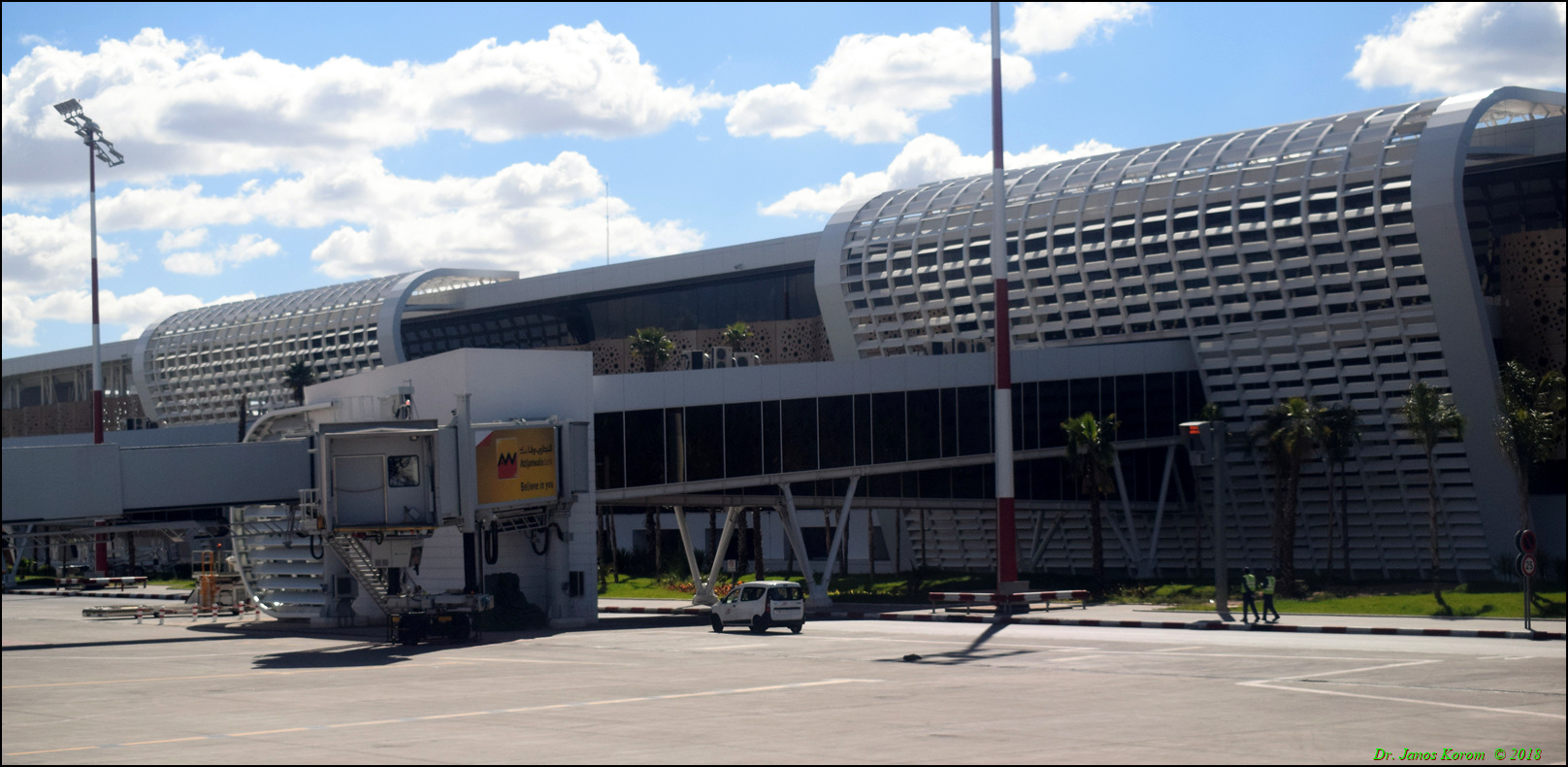
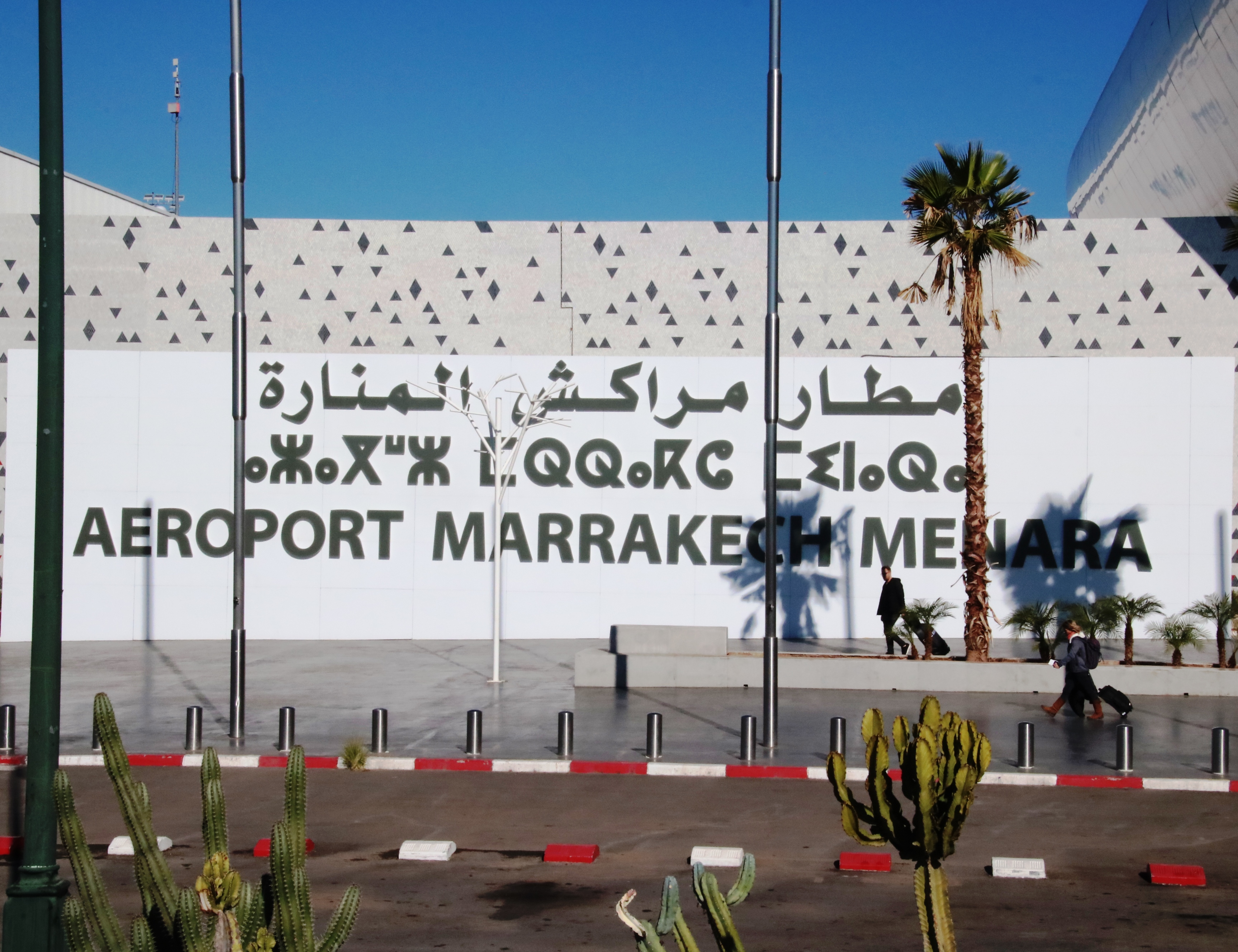
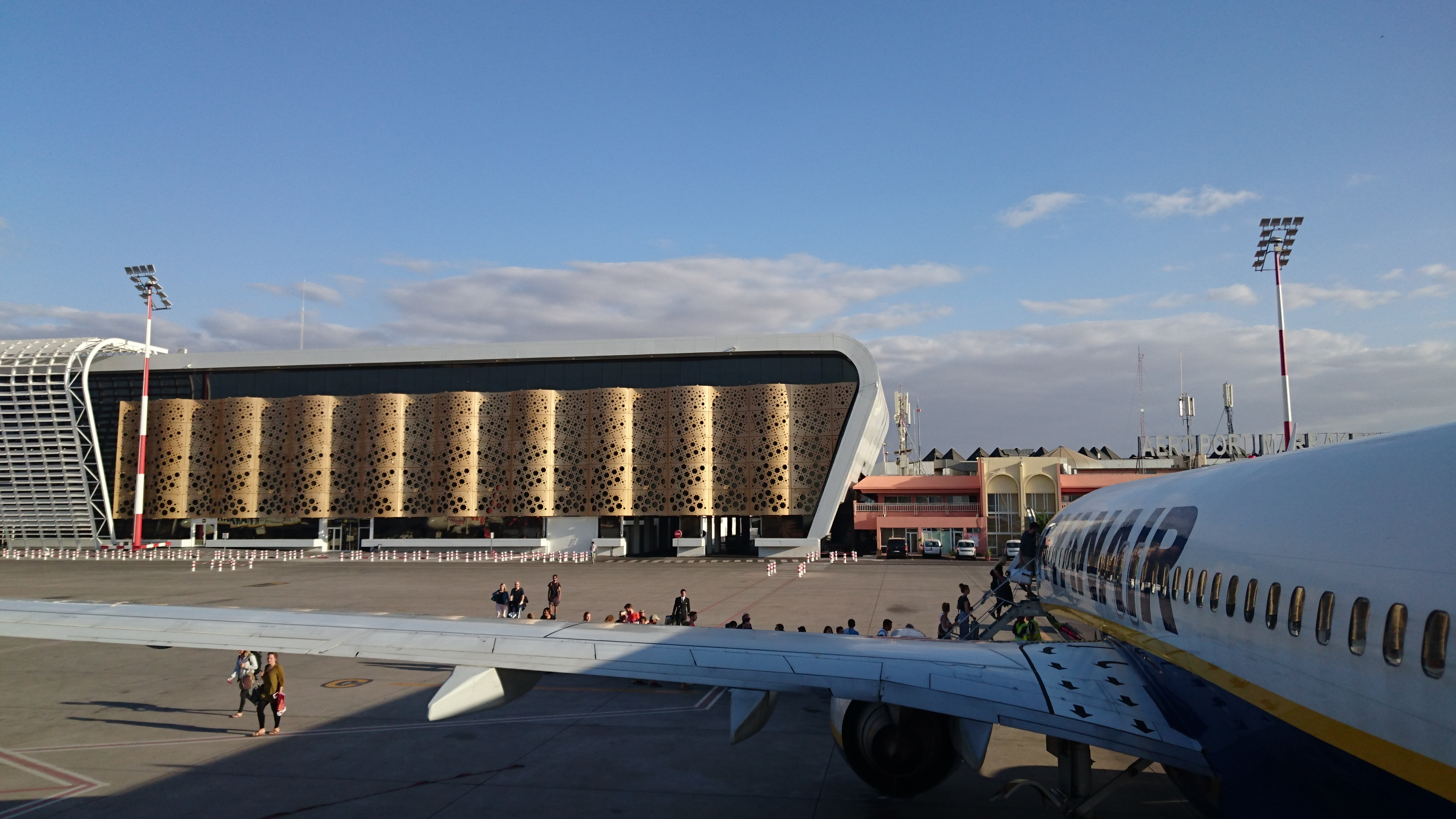

Terminal 1

## Infrastructures et équipements
L'aéroport est étendu sur une superficie de 22 hectares, avec trois terminaux d'une capacité annuelle d'accueil de 9 millions de passagers :
- terminal 1 : complètement réaménagé en 2008, avec une architecture de palais marocain du XXIe siècle, à motifs géométriques islamiques et naturels qui s'inscrivent dans un réseau de diamants géants en béton, équipé de panneaux solaires ;
- terminal 2 : mis en service en 2005 :
- terminal 3 : l'aéroport est agrandi en 2016, pour atteindre une capacité d’accueil totale de 9 millions de passagers annuels[2].

Aérogare Terminal 1
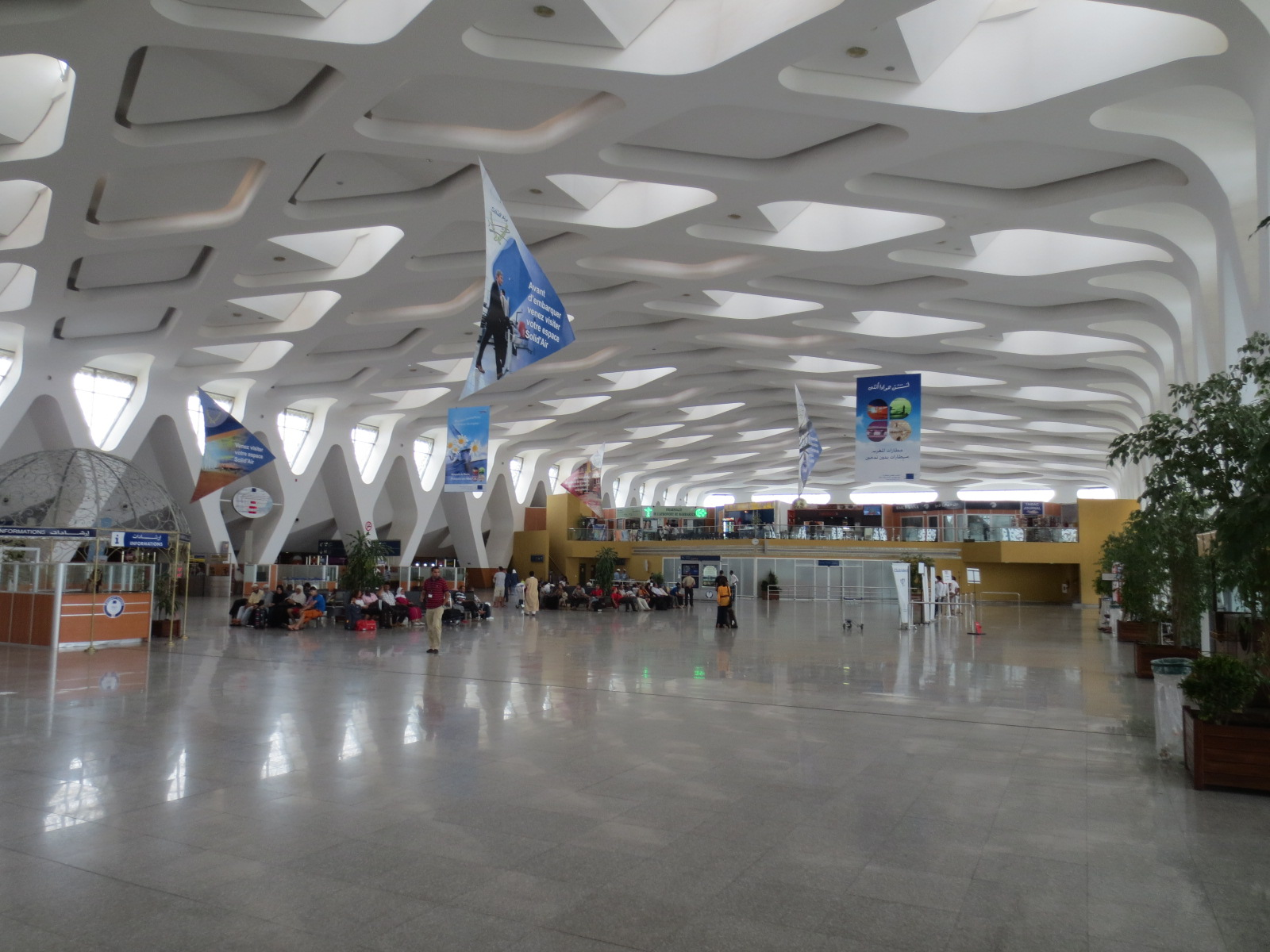
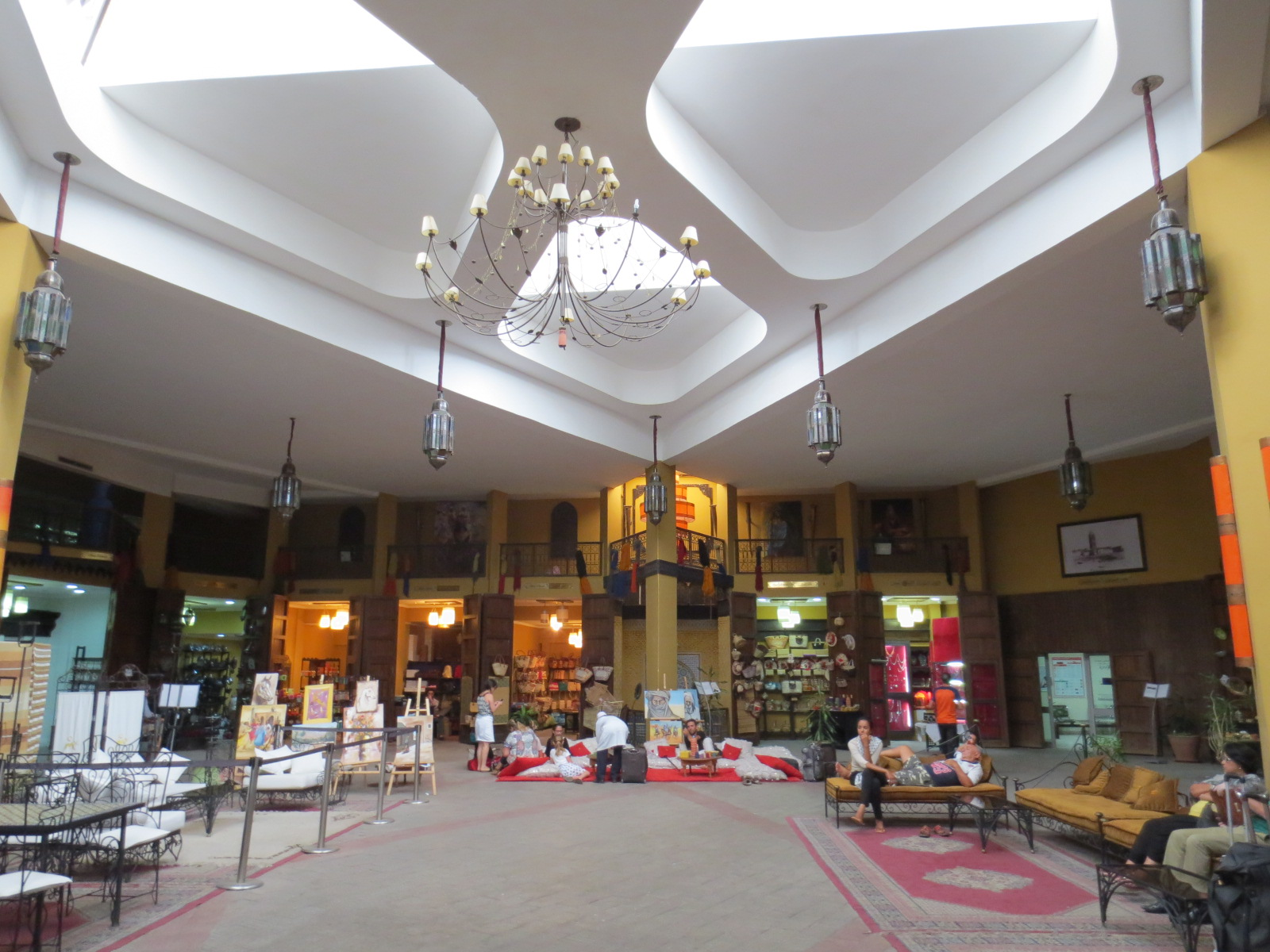
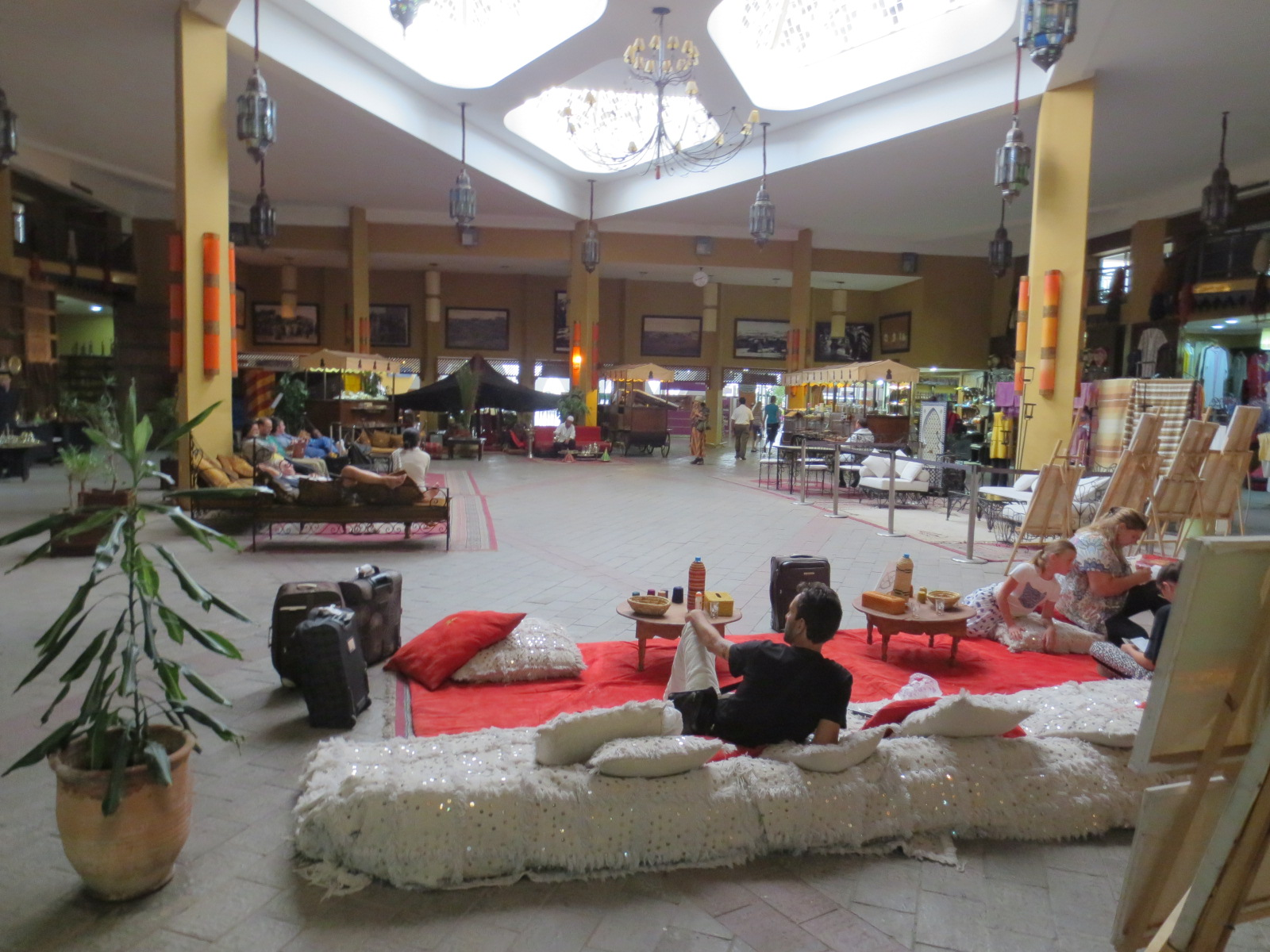
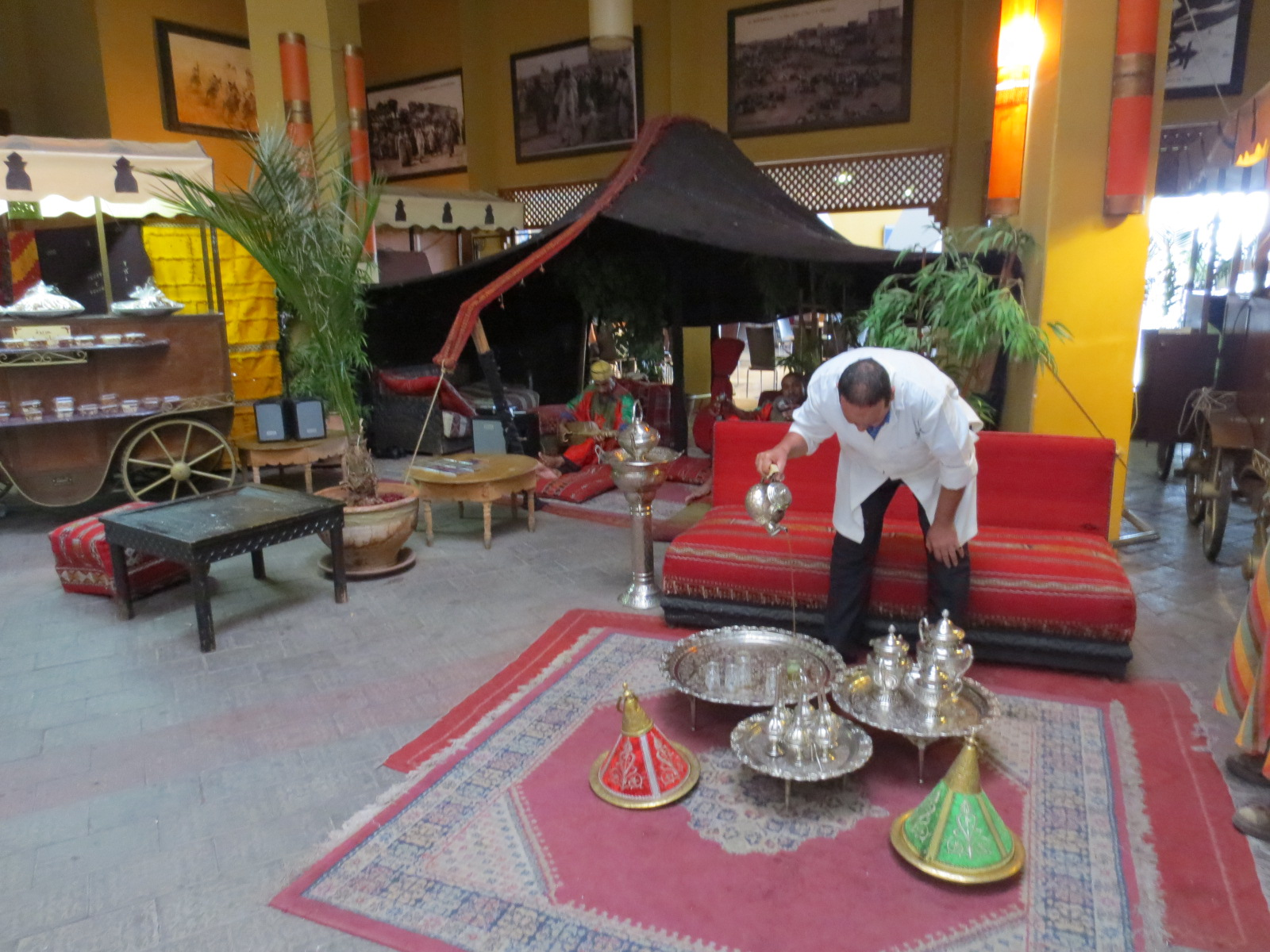
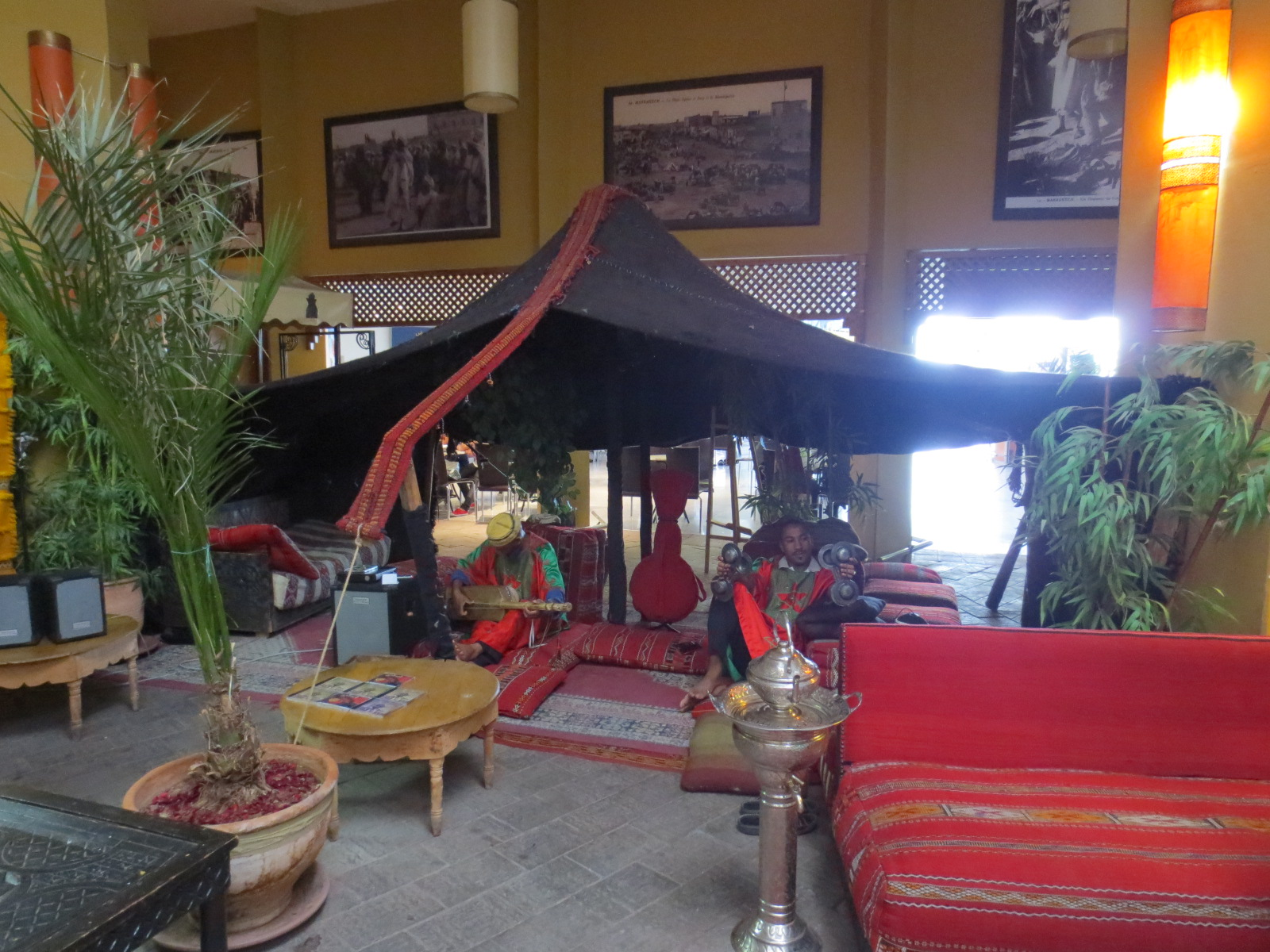
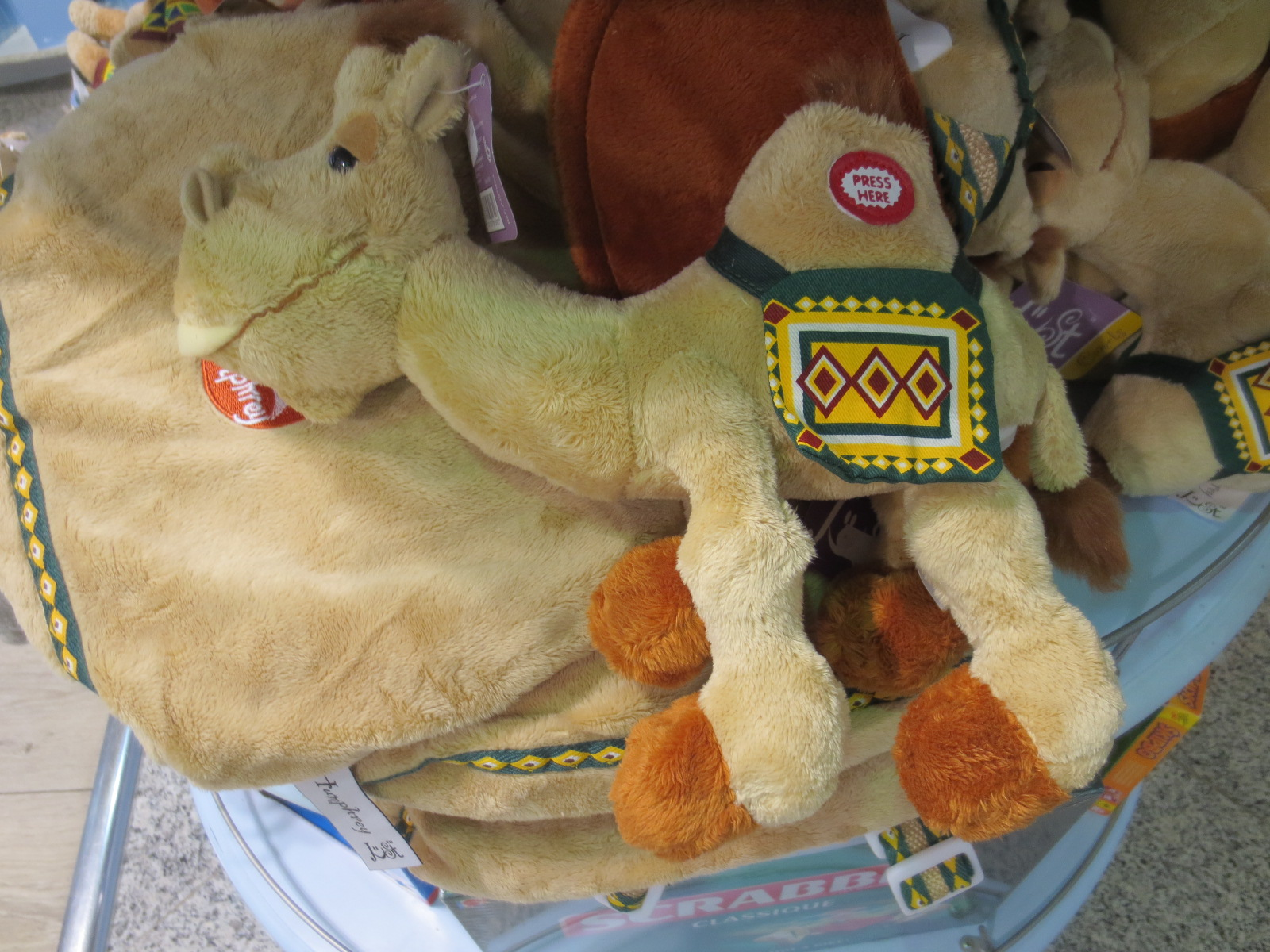

## Compagnies et destinations
| Compagnies                    | Destinations | Terminal |
| ----------------------------- | --- | -------- |
| Aegean Airlines               | Athènes E.-Venizélos |          |
| Aer Lingus                    | En saison : Dublin |          |
| Air Arabia Maroc              | En saison : Fès-Saïss |          |
| airBaltic                     | En saison : Riga |          |
| Air Europa                    | Madrid-Barajas |          |
| Air France                    | Paris-Charles de Gaulle |          |
| Air Transat                   | Montréal (P.-E.-Trudeau) |          |
| Alexandria Airlines           | En saison charter : Charm el-Cheikh |          |
| Arkia                         | Tel Aviv - Ben Gourion |          |
| Austrian Airlines             | En saison : Vienne-Schwechat | 3        |
| Binter Canarias               | Las Palmas/Gran Canaria En saison : Madère-C. Ronaldo, Ténériffe-Nord | 3        |
| British Airways               | Londres-Gatwick, Londres-Heathrow |          |
| easyJet                       | - Bristol, - Bordeaux-Mérignac, - Lisbonne-H. Delgado, - Londres-Gatwick, - Londres-Luton, - Lyon-Saint-Exupéry, - Manchester, - Milan-Malpensa, - Nantes-Atlantique, - Nice-Côte d'Azur, - Paris-Charles de Gaulle, - Porto-F. Sá-Carneiro, - Toulouse-Blagnac En saison : Amsterdam |          |
| easyJet Switzerland           | Bâle-Mulhouse, Genève-Cointrin | 3        |
| Edelweiss Air                 | En saison : Zurich | 3        |
| El Al                         | Tel Aviv - Ben Gourion |          |
| European Air Charter          | En saison charter : Sofia-Vrajdebna |          |
| Eurowings                     | En saison :Düsseldorf |          |
| Eurowings Discover            | Francfort, Munich-F. J. Strauß |          |
| Iberia                        | Madrid-Barajas | 3        |
| Lufthansa                     | Munich-F. J. Strauß |          |
| Luxair                        | En saison : Luxembourg-Findel |          |
| Norwegian Air Shuttle         | Copenhague-Kastrup En saison : Oslo-Gardermoen, Stockholm-Arlanda |          |
| Qatar Airways                 | Doha-Hamad | 1 - 3    |
| Royal Air Maroc               | - Barcelone-El Prat, - Bordeaux-Mérignac, - Bruxelles-National, - Casablanca-Mohammed-V, - Lyon-Saint-Exupéry, - Marseille-Provence, - Nice-Côte d'Azur, - Paris-Charles de Gaulle, - Paris-Orly, - Toulouse-Blagnac En saison : Médine-Prince M. Bin Abdulaziz | 1 - 3    |
| Royal Air Maroc Express       | Casablanca-Mohammed-V, Ouarzazate | 1 - 3    |
| Ryanair                       | - Alicante-Elche, - Barcelone-El Prat, - Bergame-Orio al Serio, - Berlin-Brandebourg, - Bruxelles-National, - Châlons Vatry (Paris-Vatry), - Charleroi Bruxelles-Sud, - Cologne/Bonn-K. Adenauer, - Dole-Jura, - Dublin, - Édimbourg, - Eindhoven, - Gérone-Costa Brava, - Francfort-Hahn, - Las Palmas/Gran Canaria, - Lisbonne-H. Delgado, - Londres-Stansted, - Madrid-Barajas, - Manchester, - Marseille-Provence, - Naples-Capodichino, - Nîmes-Garons, - Paris-Beauvais, - Perpignan, - Poitiers-Biard, - Porto-F. Sá-Carneiro, - Rome - G. B. Pastine (Ciampino), - Santander-S. Ballesteros, - Saragosse, - Séville-San Pablo, - Toulouse-Blagnac, - Tours-Val de Loire, - Trévise-Sant'Angelo, - Turin S.-Pertini (Caselle), - Valence, - Weeze En saison : Limoges-Bellegarde, Palma de Majorque |          |
| Saudia                        | En saison : Djeddah - Roi-Abdelaziz | 3        |
| Shanghai Airlines             | Marseille-Provence, Shanghai-Pudong |          |
| Swiss International Air Lines | Genève-Cointrin | 3        |
| TAP Air Portugal              | Lisbonne-H. Delgado | 3        |
| Transavia                     | Amsterdam, Eindhoven |          |
| Transavia France              | - Brest-Bretagne, - Lyon-Saint-Exupéry, - Montpellier-Méditerranée, - Nantes-Atlantique, - Paris-Orly, - Rennes-Saint-Jacques En saison : Dakar-B. Diagne, Marseille-Provence, Rabil, Sal-A. Cabral |          |
| TUI Airways                   | Birmingham, Londres-Gatwick, Manchester En saison : Bristol | 3        |
| TUI fly Belgium               | Bologne-Borgo Panigale, Bruxelles-National, Lille Lesquin, Paris-Orly, Rotterdam-La Haye |          |
| Turkish Airlines              | Istanbul |          |
| Volotea                       | Nantes-Atlantique, Strasbourg En saison : Bilbao, Bordeaux-Mérignac, Lille Lesquin, Lyon-Saint-Exupéry |          |
| Vueling                       | Barcelone-El Prat En saison : Bilbao, Paris-Orly |          |
| Wizz Air                      | Londres-Gatwick, Milan-Malpensa, Varsovie-Chopin En saison : Rome Léonard-de-Vinci/Fiumicino |          |

Édité le 30/03/2018  Actualisé le 5/08/2023

Quelques aéronefs
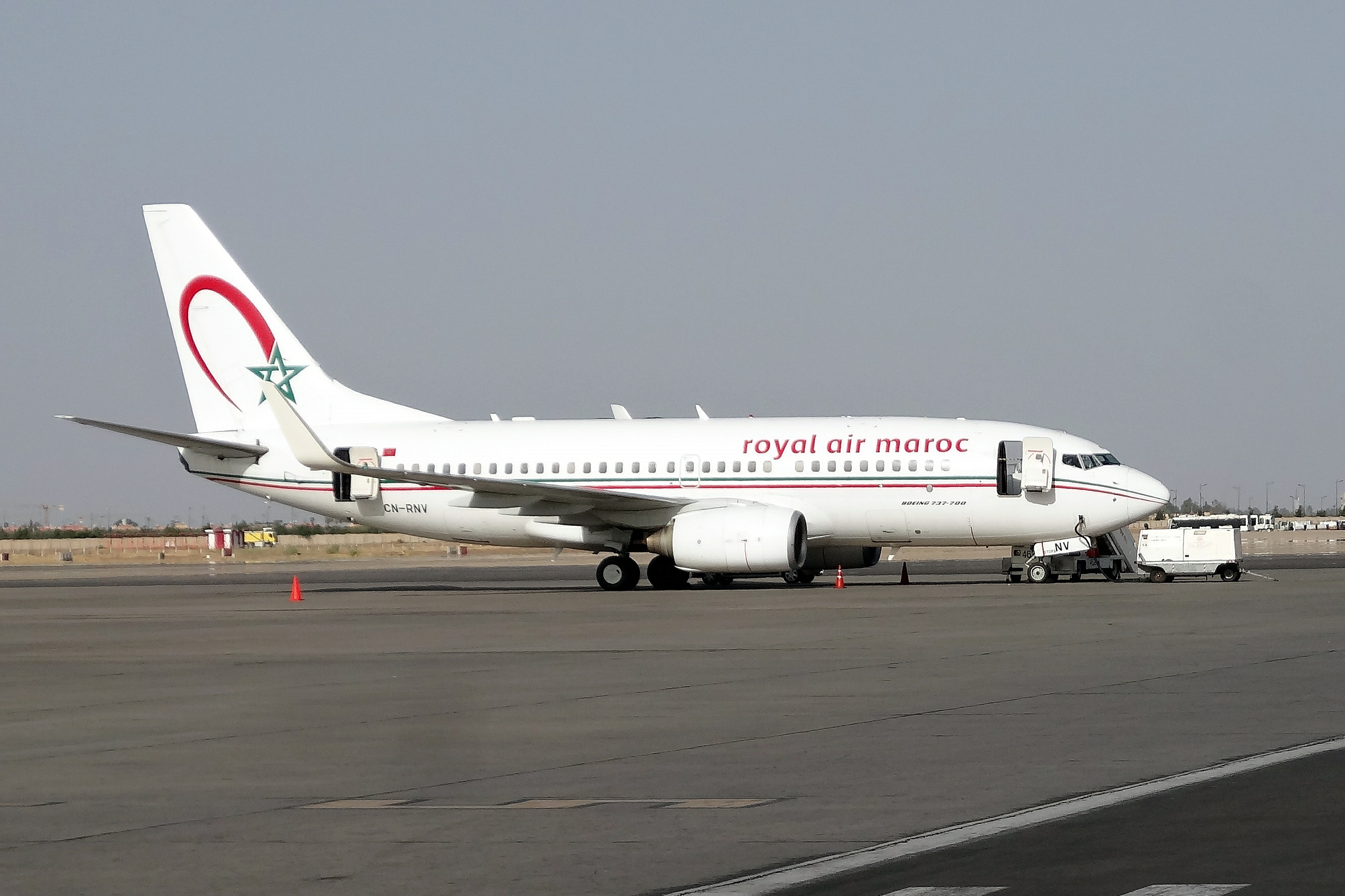
Boeing 737 Royal Air Maroc.
AeroExpo Marrakech, F16 US Air Force.
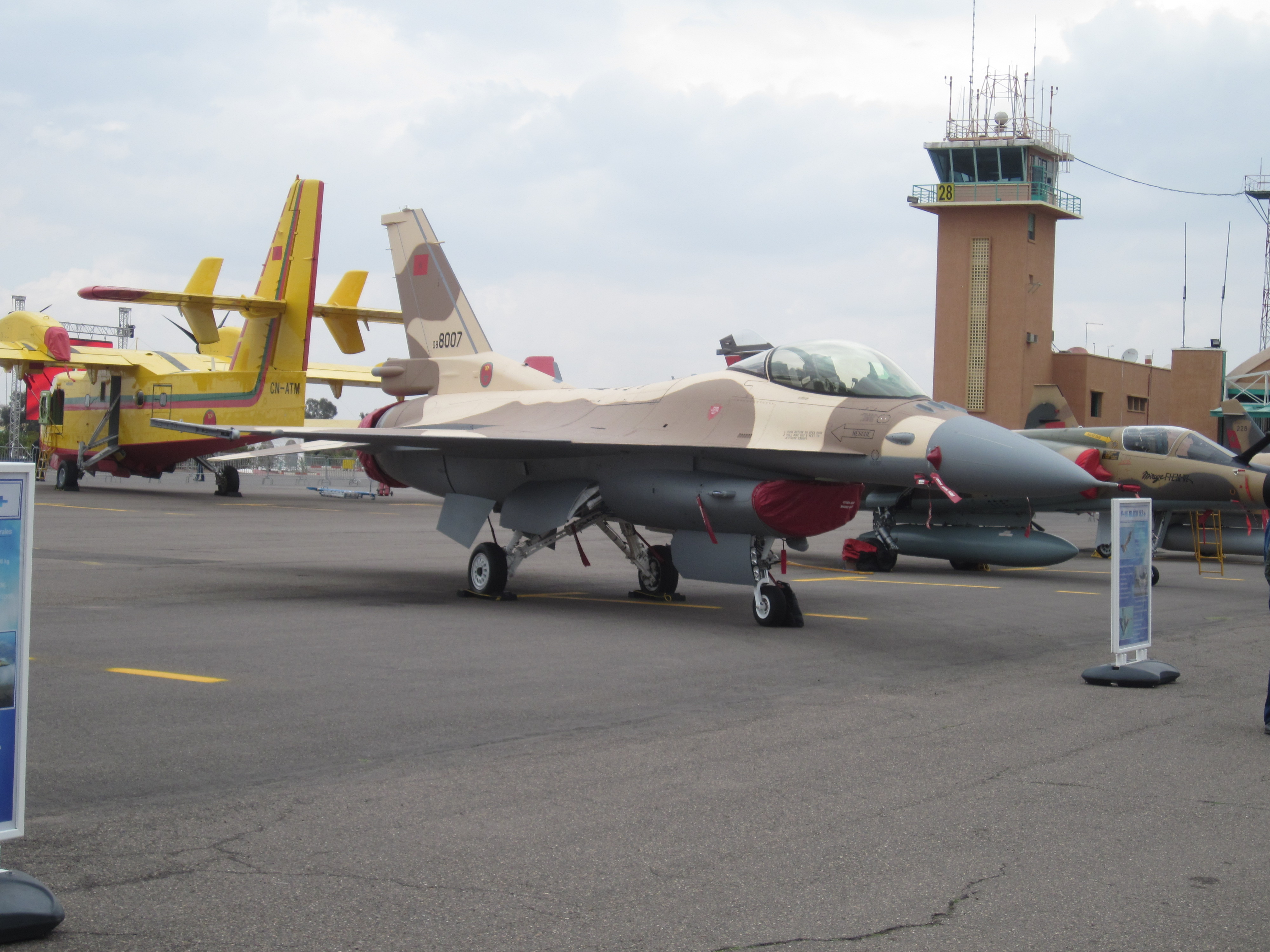
AeroExpo Marrakech, F16 Forces royales air.
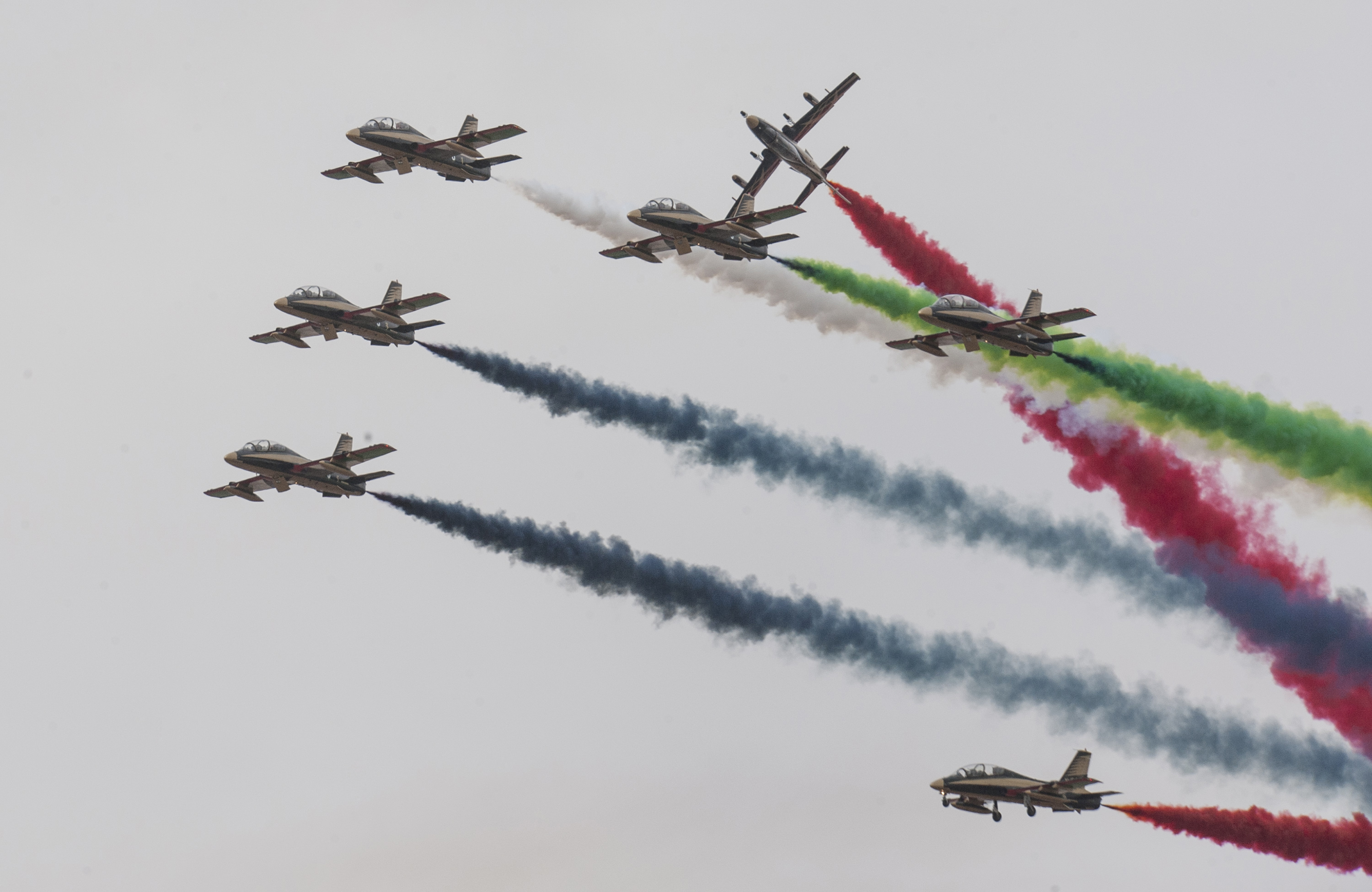
Meeting aérien Force aérienne des Émirats arabes unis.
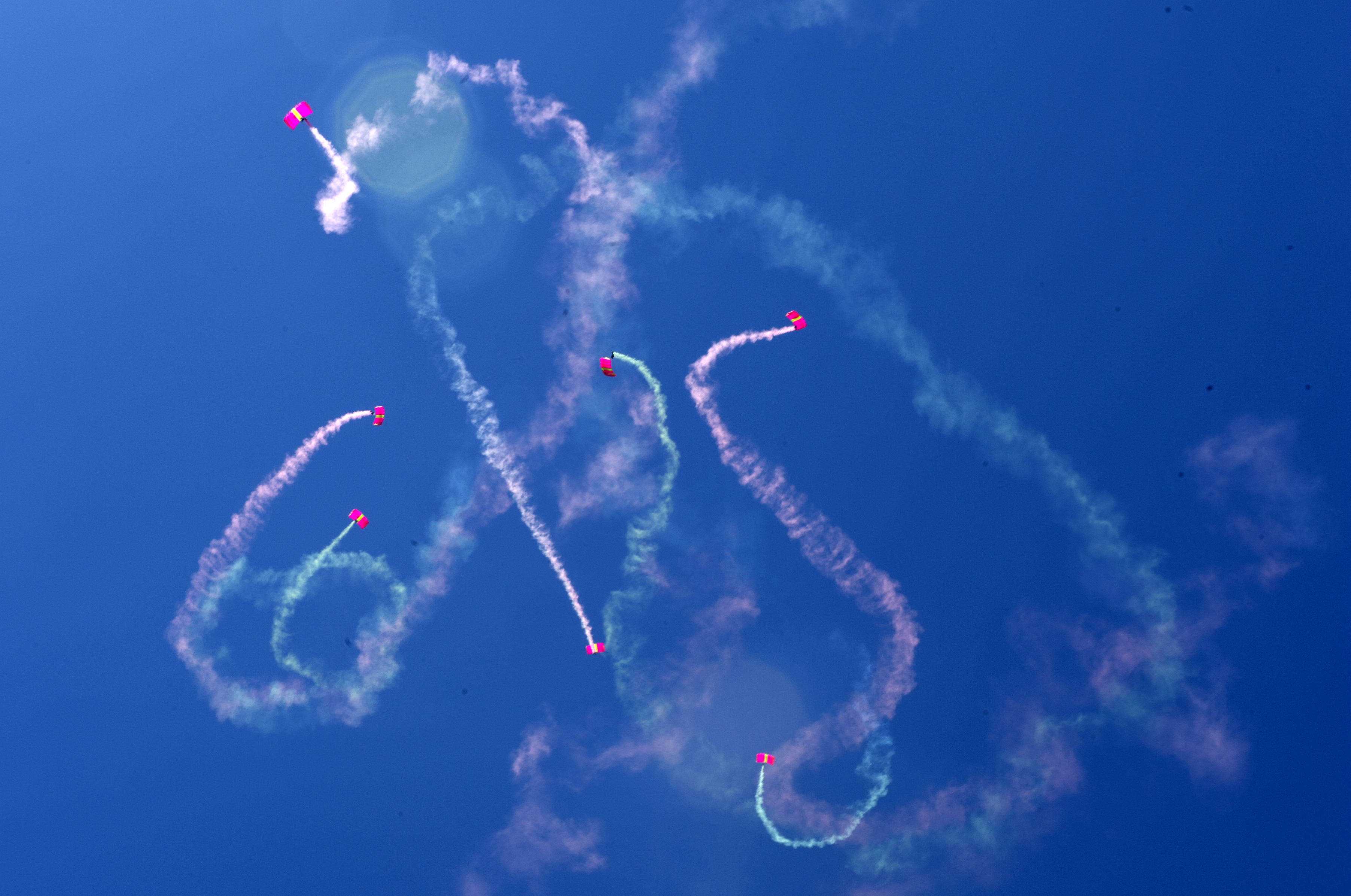
AeroExpo Marrakech.

## Accès à l'aéroport
L'aéroport est situé au sud-ouest de l'agglomération, à 5 km du centre de Marrakech

### Par taxi
La station de taxi se trouve à la sortie du Terminal 1. Les taxis sont disponibles 24 heures/24 et 7 jours/7. Le trajet dure environ 15 minutes et est fixé à 70 dirhams vers la ville et 100 dirhams pour la palmeraie le jour et 105 dirhams vers la ville et 150 dirhams pour la palmeraie la nuit.

### Par navette de bus
L'aéroport est desservi par la ligne d'autobus 19 avec une fréquence de 20 à 30 minutes. La ligne dessert plusieurs sites phares de la ville (la place Jemaa el-Fna, L'Hivernage, Bab Doukkala, Guéliz, la gare de Marrakech). La ligne est exploitée par la compagnie ALSA et le prix du trajet est de 30 dirhams.

Marrakech vu du ciel, au décollage
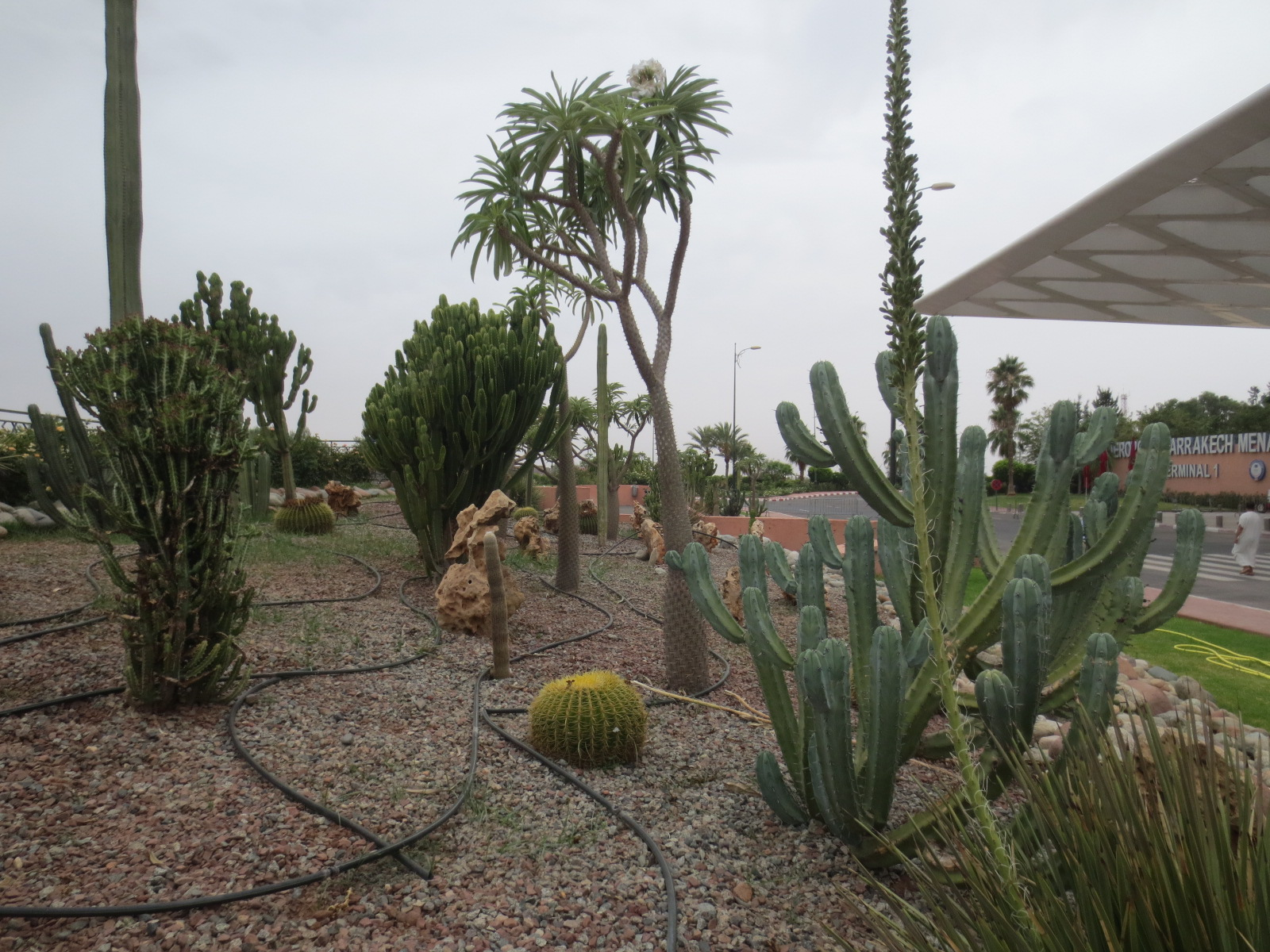
Jardin exotique de l'aéroport
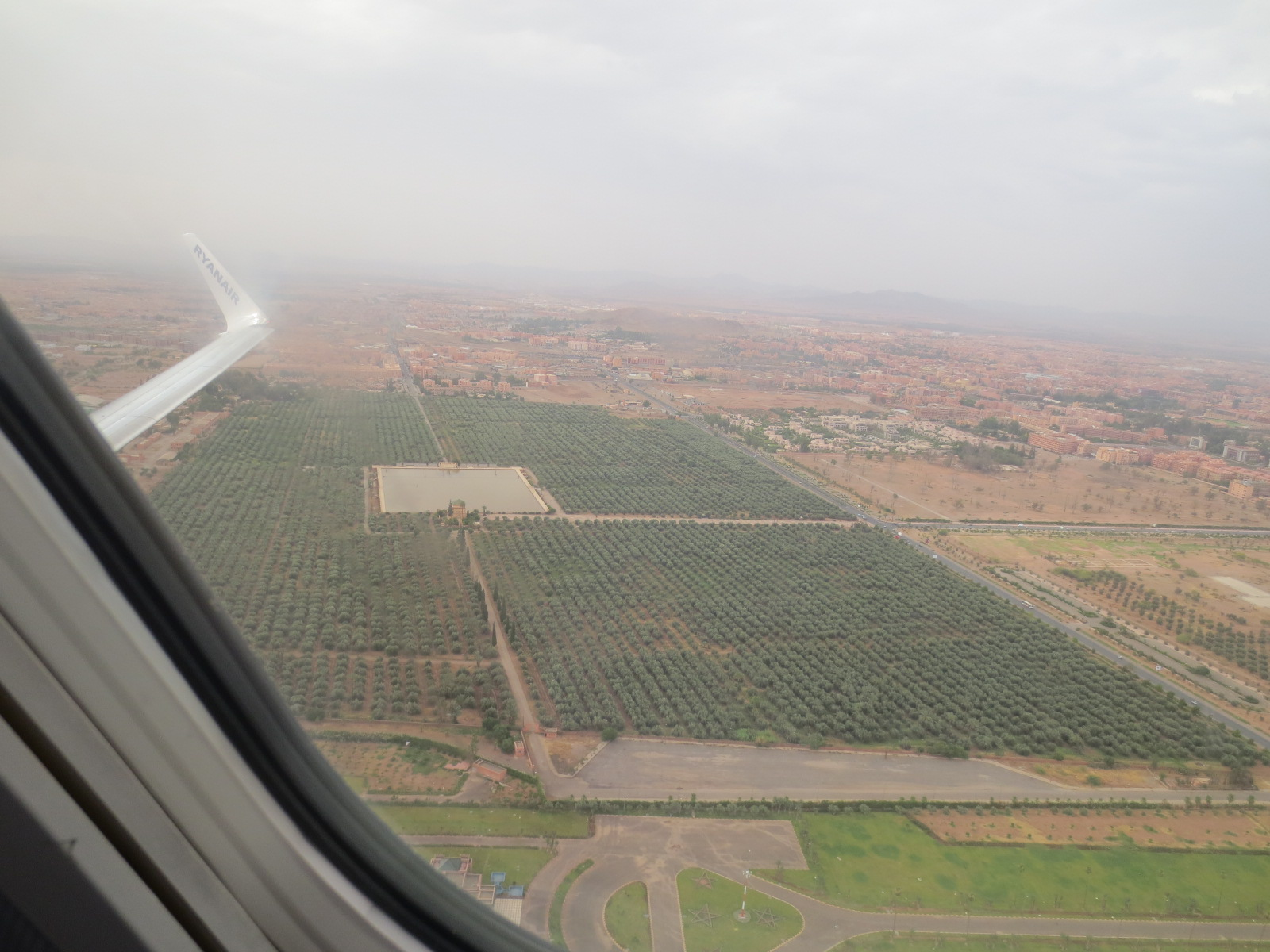
Ménara (jardin)
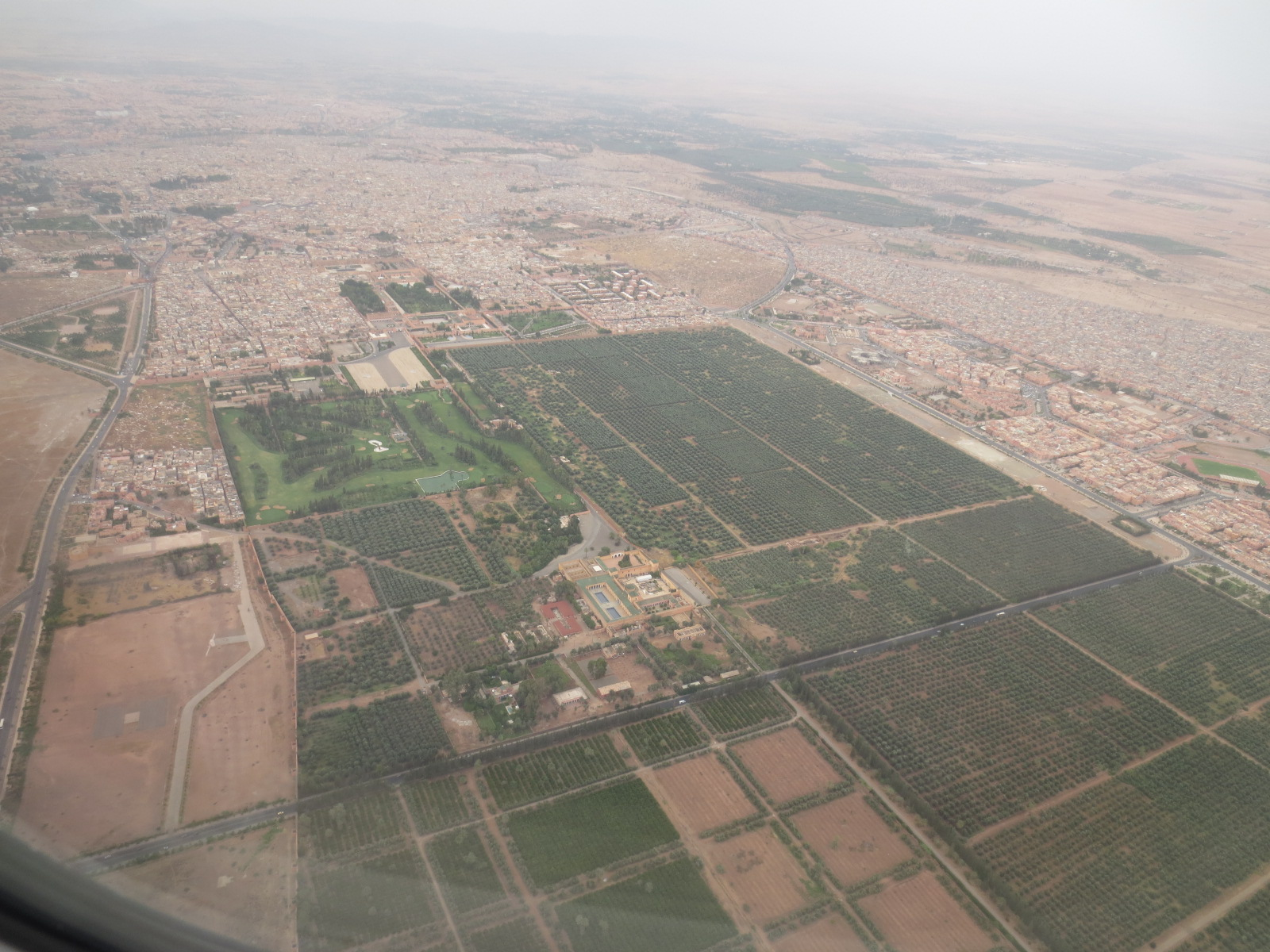
Jardins de l'Agdal
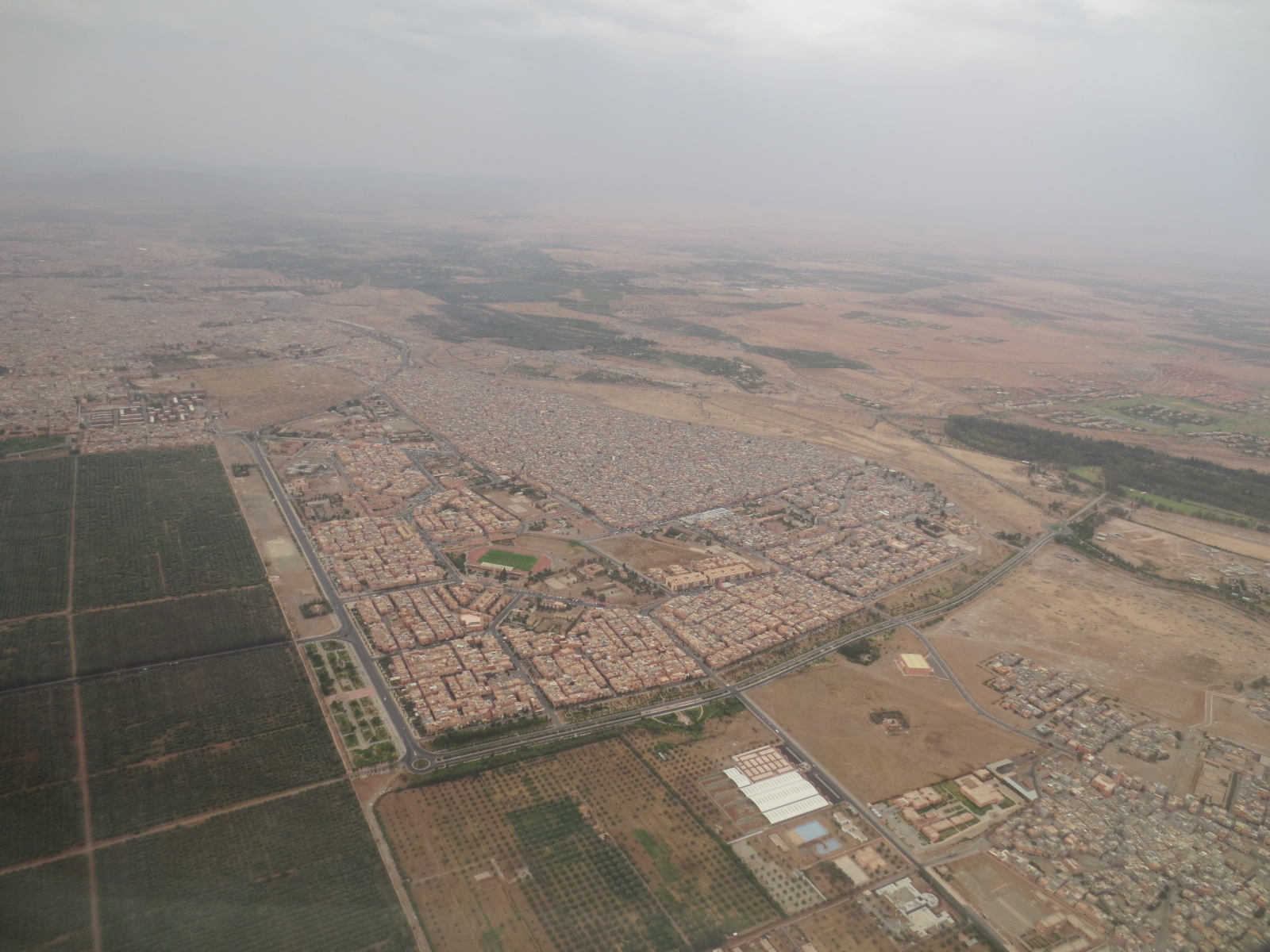
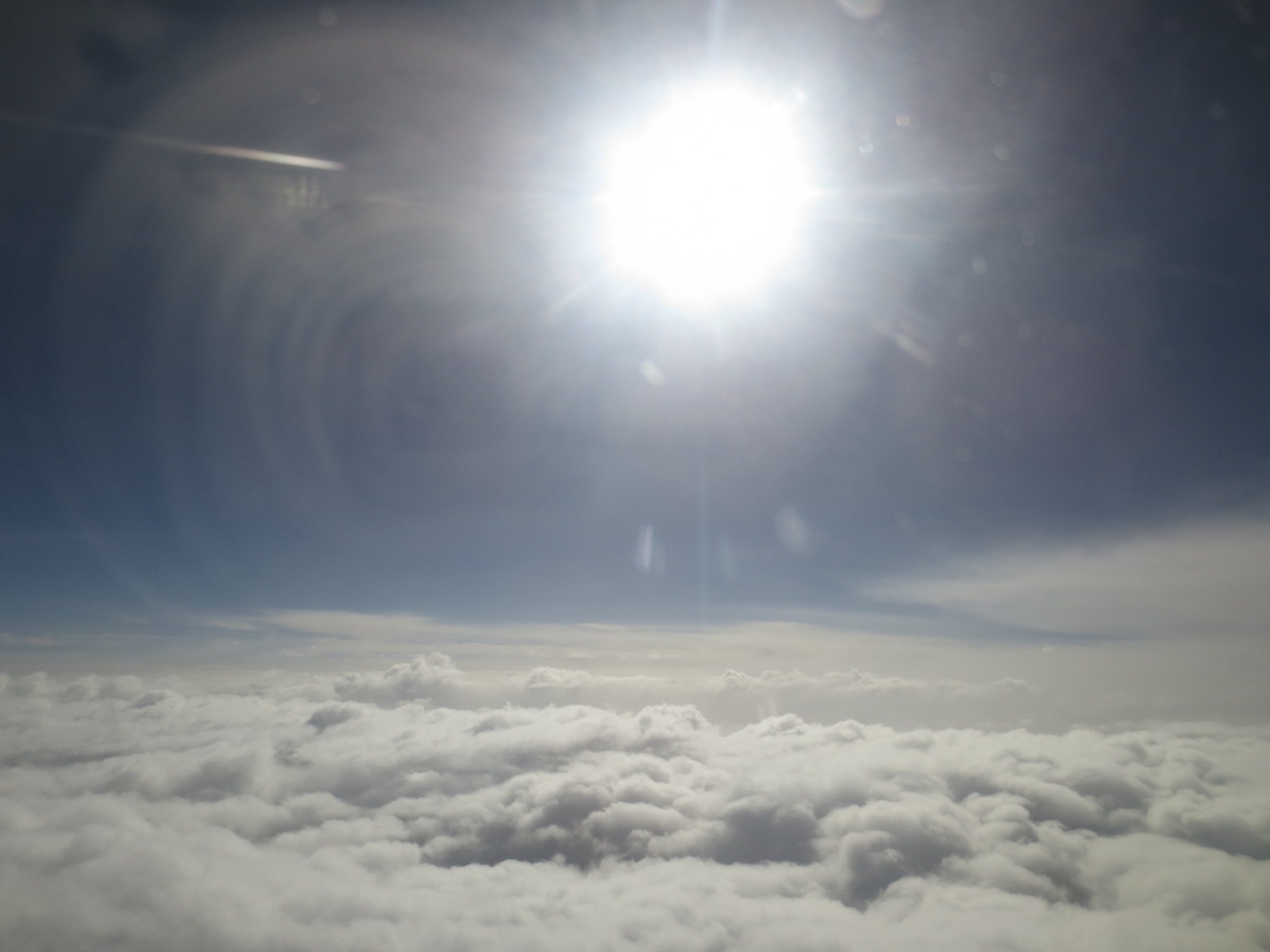

## Statistiques

### En graphique
Pour des raisons techniques, il est temporairement impossible d'afficher le graphique qui aurait dû être présenté ici.

Voir la requête brute et les sources sur Wikidata.

### En tableau
| 2000                | 2001               | 2002               | 2003               | 2004                | 2005                | 2006                | 2007                | 2008               | 2009               | 2010                | 2011           | 2012                | 2013                | 2014               | 2015               | 2016               | 2017                | 2018              |
| ------------------- | ------------------ | ------------------ | ------------------ | ------------------- | ------------------- | ------------------- | ------------------- | ------------------ | ------------------ | ------------------- | -------------- | ------------------- | ------------------- | ------------------ | ------------------ | ------------------ | ------------------- | ----------------- |
| 1 426 287 · 10,38 % | 1 393 015 · 2,33 % | 1 349 363 · 3,13 % | 1 368 281 · 1,40 % | 1 667 267 · 21,85 % | 2 195 899 · 31,71 % | 2 648 742 · 20,62 % | 3 050 916 · 15,18 % | 3 100 495 · 1,62 % | 2 982 151 · 3,82 % | 3 453 044 · 14,98 % | 3 430 174 · ?% | 3 373 475 · 1,65% % | 3 828 518 · 13,49 % | 4 034 410 · 5,38 % | 3 978 725 · 1,38 % | 3 894 227 · 2,12 % | 4 359 865 · 11,96 % | 5 279 575 20,92 % |

## Au cinéma
L'aéroport de Marrakech-Menara a été le lieu de tournage de scènes de nombreux films dont : 
- 2010 : L'Arnacœur, de Pascal Chaumeil
- 2010 : Sex and the City 2, de Michael Patrick King